# Bonaventura Bottone
Bonaventura Bottone (Londra, 19 settembre 1950) è un tenore britannico.

## Biografia
Nato e cresciuto a Londra, studiò alla Royal Academy of Music ed esordì sulle scene nel 1973 come conte di Almaviva ne Il barbiere di Siviglia con la Welsh National Opera. Negli anni successivi ampliò il proprio repertorio con i ruoli di Arturo in Lucia di Lammermoor a Belfast, Bardolfo in Falstaff a Glyndebourne (1976); tra il 1977 e il 1979 cantò annualmente al Wexford Festival Opera.
La sua relazione artistica più longeva e proficua fu, tuttavia, con l'English National Opera, con cui cantò come Rodolfo ne La bohème, Luigi ne Il tabarro, Pinkerton in Madama Butterfly, il Duca di Mantova in Rigoletto, Faust ne La dannazione di Faust e Lenskij nell'Eugenio Onegin. Sempre sulle scene londinesi cantò regolarmente anche alla Royal Opera House, ove esordì nel 1990 come Alfred in Die Fledermaus e tornò a cantare come Pirelli in Sweeney Todd (un ruolo sostenuto anche all'Opera di Chicago), Fernando ne La favorita, il cantante italiano ne Il cavaliere della rosa, Cassio in Otello, Torquemada ne L'Heure espagnole, Nick ne La fanciulla del West, l'Abbé de Chazeuil nell'Adriana Lecouvreur e Don Basilio ne Le nozze di Figaro.
Attivo anche sulle scene internazionali, ha esordito al Metropolitan Opera House nel 1998 come cantante italiano in Capriccio e vi è tornato nel 2002 come l'Incredibile in Andrea Chénier; il debutto all'Opéra national de Paris è avvenuto nel 2000 come Alfred in La Chauve-Souris, mentre quello scaligero risale al 2007 in un allestimento di Candide. Nel 2003 ha cantato al Gran Teatro La Fenice come Nanki-Poo nel Mikado.
Il New Grove Dictionary of Opera lo descrive come un "superbo attore con una voce forte e lirica" che "eccelle in ruoli comici".